# 作木口駅
作木口駅（さくぎぐちえき）は、島根県邑智郡邑南町上田上ケ畑にあった、西日本旅客鉄道（JR西日本）三江線の駅（廃駅）である。三江線の廃止に伴い、2018年（平成30年）4月1日に廃駅となった。

## 歴史

### 年表
- 1963年（昭和38年）6月30日：三江南線（当時）の式敷駅 - 口羽駅間延伸に伴い、開業[1][2]。旅客営業のみの無人駅[3]。
- 1975年（昭和50年）8月31日：当駅を含む江津駅 - 三次駅間が全通したため三江南線が三江線の一部となり、当駅もその所属となる。
- 1976年（昭和51年）11月6日：香淀駅寄り300 mの位置に移転[1]。
- 1987年（昭和62年）4月1日：国鉄分割民営化により、西日本旅客鉄道が継承[1]。
- 2018年（平成30年）4月1日：三江線の全線廃止に伴い、廃駅となる。
- 2023年（令和5年）4月1日：邑南町が町内の作木口駅を「邑南町三江線鉄道公園」として整備[4]。

### 駅名の由来
江の川の対岸にある広島県三次市の作木地区（旧・作木村）への入り口であることから。

## 駅構造

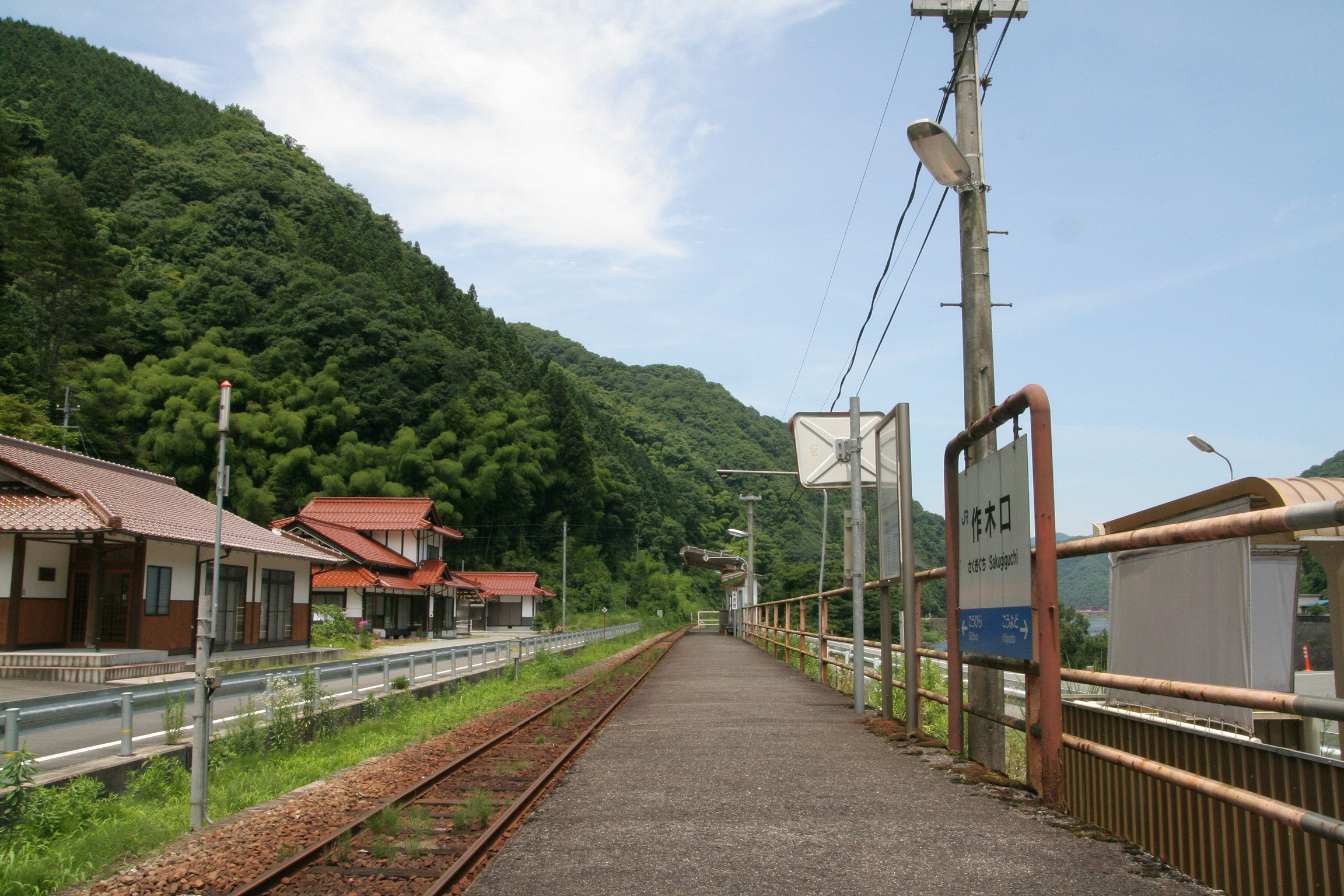
構内（2008年7月）

三次方面に向かって左側（構内の北東側）に、単式ホーム1面1線を持つ地上駅（停留所）であった。浜田鉄道部が管理する無人駅で駅舎は存在せず、屋根付き待合室のみ設置されていた。入場時には、直接ホームに入る形状になっていた。なお、自動券売機等の設備はなかった。

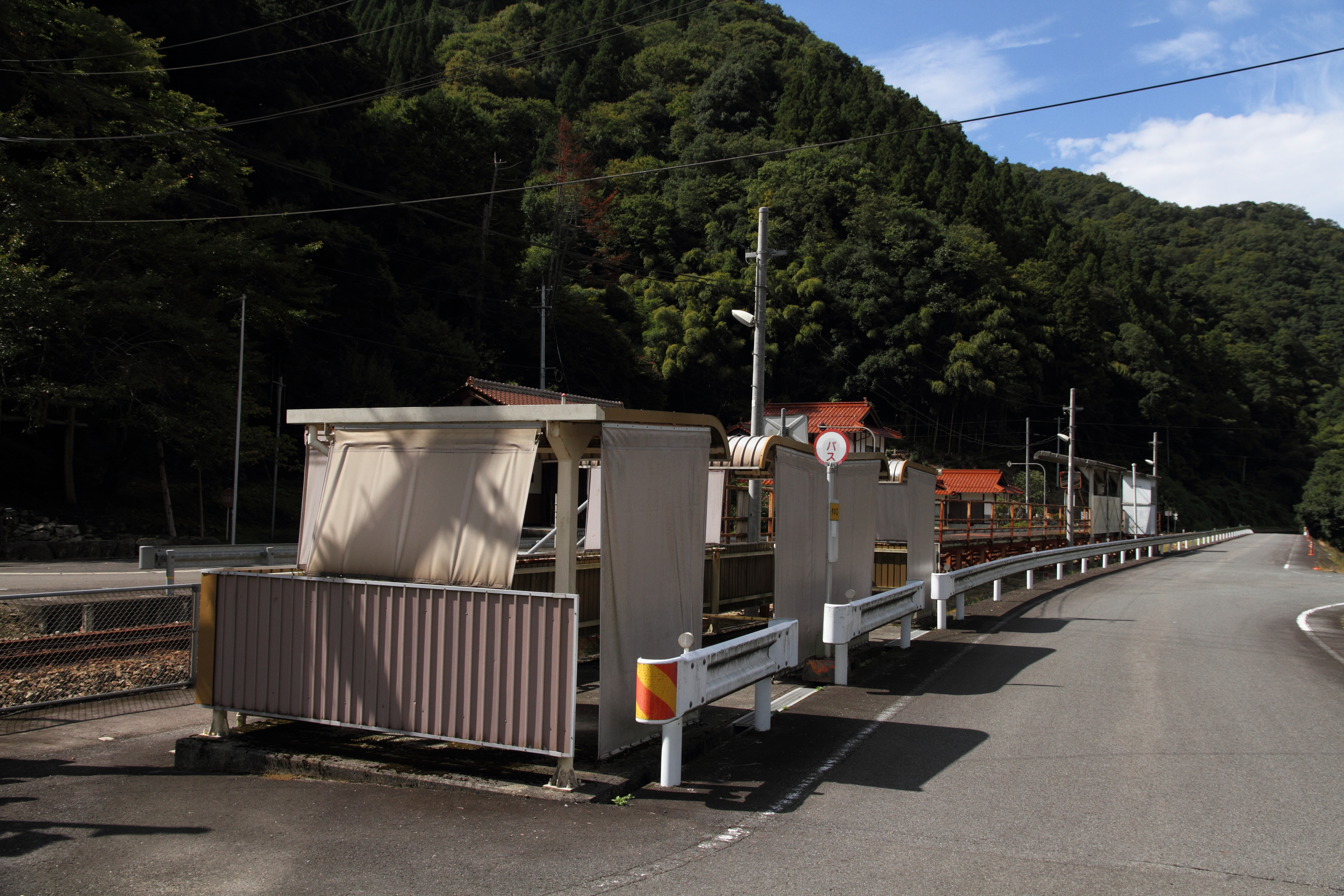
駅全景。待合室は残存している（2019年9月）
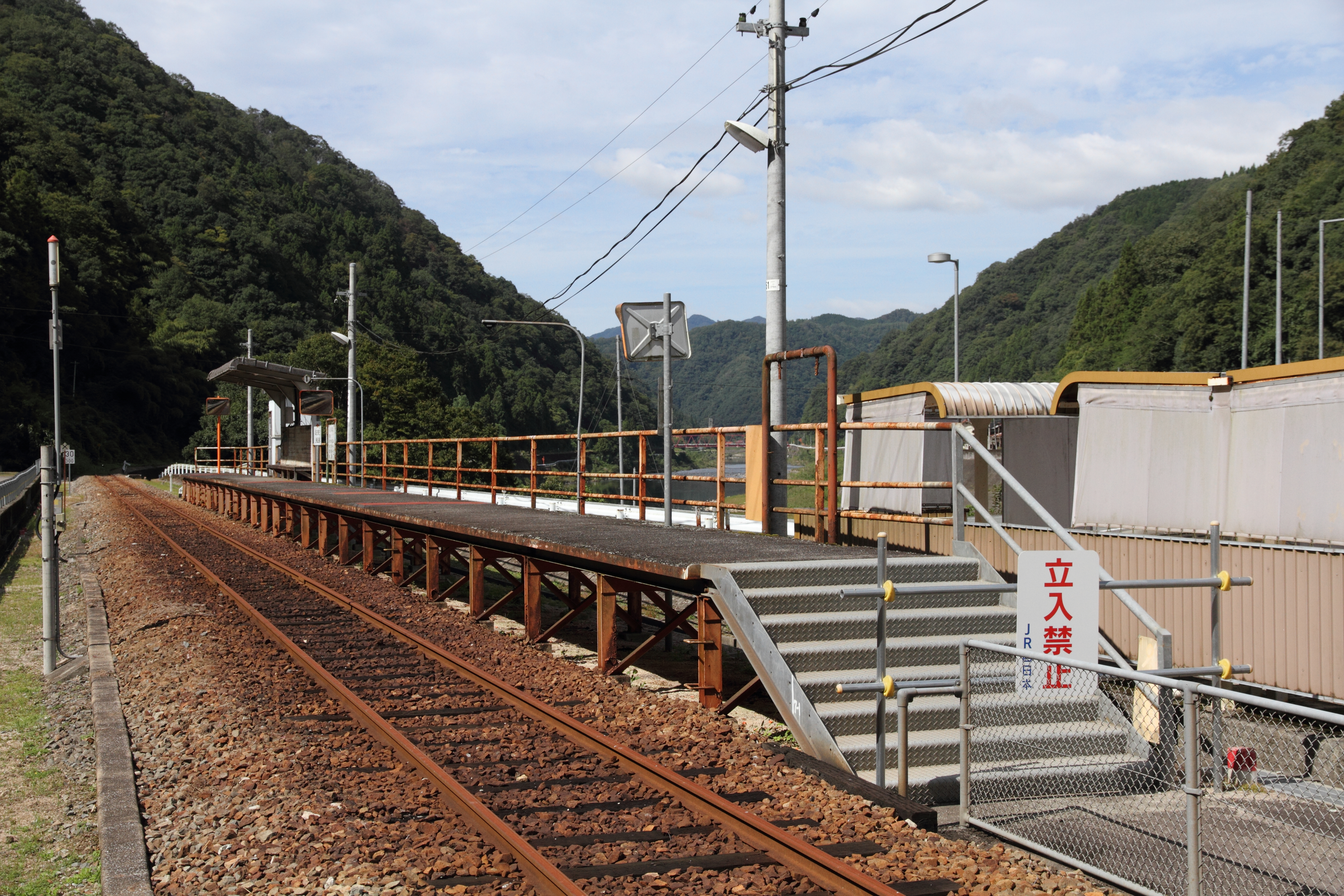
駅構内。立入禁止となっていた（2019年9月）

## 利用状況
近年の1日平均乗車人員は以下の通りである。なお、1994年度は15人、1984年度は13人だった。
| 乗車人員推移 | 乗車人員推移 |
| 年度         | 1日平均人数  |
| ------------ | ------------ |
| 1999         | 10           |
| 2000         | 12           |
| 2001         | 10           |
| 2002         | 14           |
| 2003         | 12           |
| 2004         | 11           |
| 2005         | 6            |
| 2006         | 5            |
| 2007         | 5            |
| 2008         | 9            |
| 2009         | 6            |
| 2010         | 10           |
| 2011         | 7            |
| 2012         | 9            |
| 2013         | 6            |
| 2014         | 9            |
| 2015         | 7            |
| 2016         | 8            |
| 2017         | 10           |

## 駅周辺
- 三次市役所 作木支所（旧・作木村役場）
- 作木郵便局
- 川の駅常清

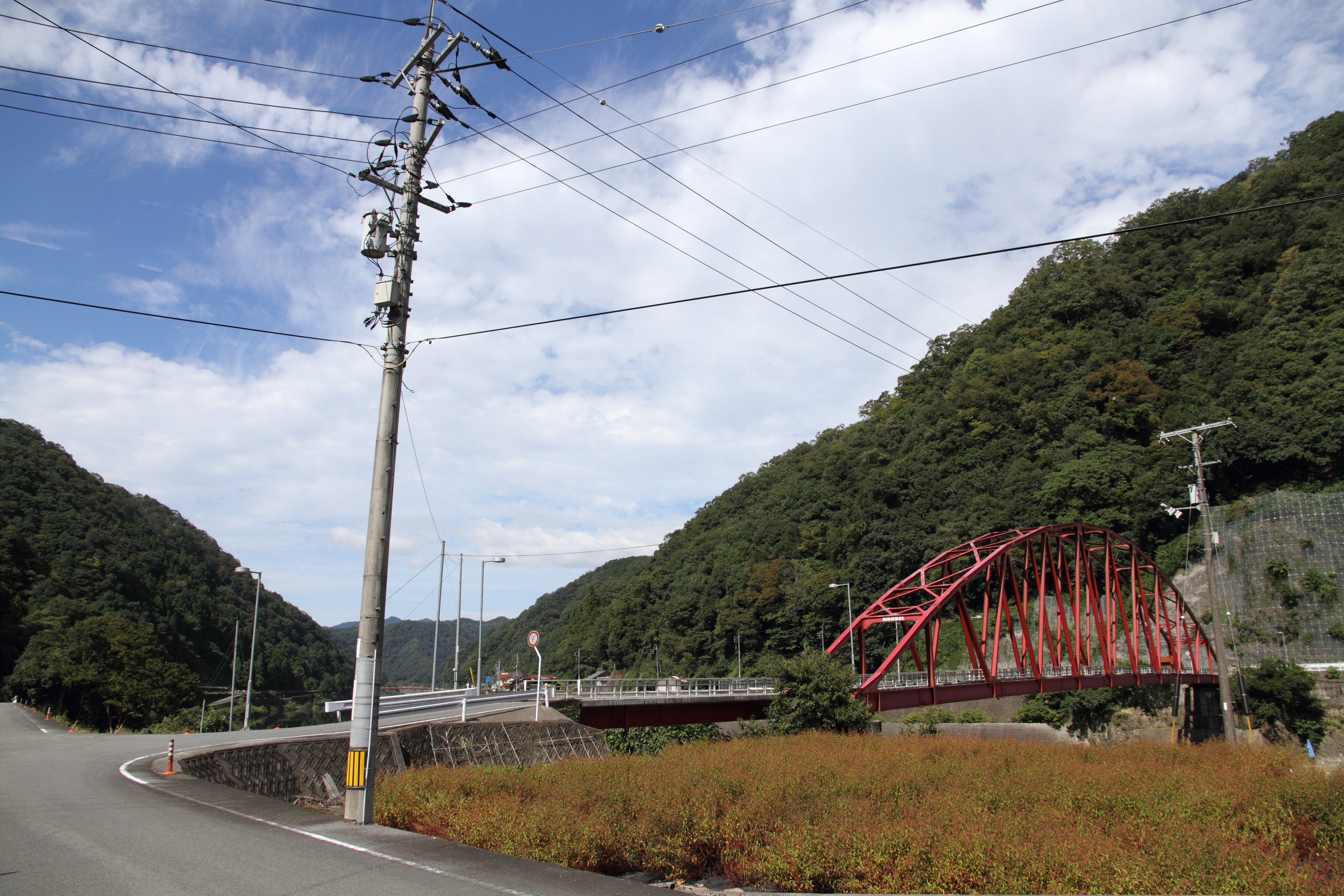
駅周辺（2019年9月）

- 君田交通「三国橋」停留所[5]（国道375号沿い） - 川の駅三次線
- 国道375号
- 広島県道62号庄原作木線
- 江の川 - 駅と国道375号を結ぶ橋として三国橋が架けられている。
- 常清滝[6]

## その他
- 三江線活性化協議会により、石見神楽の演目名にちなんだ「胴の口」の愛称が付けられていた。旧作木村への入り口を意味する駅名と、神楽において初めに演奏され入り口となる演目「胴の口」との連想に由来する[7]。

## 隣の駅
西日本旅客鉄道（JR西日本）
 三江線
江平駅 - 作木口駅 - 香淀駅

#### 統計資料
1. ↑  “島根県統計書”. しまね統計情報データベース.   島根県政策企画局. 2025年2月5日閲覧。